# Montagny-près-Louhans
Montagny-près-Louhans – miejscowość i gmina we Francji, w regionie Burgundia-Franche-Comté, w departamencie Saona i Loara.
Według danych na rok 1990 gminę zamieszkiwały 364 osoby, a gęstość zaludnienia wynosiła 38 osób/km² (wśród 2044 gmin Burgundii Montagny-près-Louhans plasuje się na 557. miejscu pod względem liczby ludności, natomiast pod względem powierzchni na miejscu 955.).